# Pleistocæn
| Inddeling af Pleistocæn             | Inddeling af Pleistocæn | Inddeling af Pleistocæn |
| ----------------------------------- | ----------------------- | ----------------------- |
| Subepoke                            | Istid/mellemistid       |                         |
| Sen/øvre Pleistocæn (Tarantien)     | Weichsel-istiden        |                         |
| Sen/øvre Pleistocæn (Tarantien)     | Eem-mellemistiden       |                         |
| Mellem Pleistocæn (Ionien)          | Saale-istiden           |                         |
| Mellem Pleistocæn (Ionien)          | Holsten-mellemistiden   |                         |
| Mellem Pleistocæn (Ionien)          | Elster-istiden          |                         |
| Mellem Pleistocæn (Ionien)          | Cromer-mellemistiden    |                         |
| Tidlig/nedre Pleistocæn (Calabrien) | Bavel-komplekset        |                         |
| Tidlig/nedre Pleistocæn (Calabrien) | Menap-istiden           |                         |
| Tidlig/nedre Pleistocæn (Calabrien) | Waal-mellemistiden      |                         |
| Tidlig/nedre Pleistocæn (Calabrien) | Eburon-istiden          |                         |
| Tidlig/nedre Pleistocæn (Gelasien)  | Tegelen-mellemistiden   |                         |
| Tidlig/nedre Pleistocæn (Gelasien)  | Prætegelen-istiden      |                         |

Den pleistocæne (græsk: pleistos, dansk: ~ mest og kainos, dansk: ~ nyt; 'mest nyt') epoke er defineret palæomagnetisk fra Gauss-Matuyama reversalen og "iltisotop stadium 103", som er fra 2,588 millioner år til 10.000 kulstof-14 år-niveauet (år 9600 f.Kr.). Tidligere kaldet Diluvium (syndflodsaflejringer). Havniveauet steg voldsomt mod slutningen af denne epoke.
Pleistocæn opdeles i tre
- Tidlig Pleistocæn følger Matuyama-reversalen (2,588 – 0,781 mio. år siden) og indeholder fra Prætegelen-istiden til Menap-istiden.
- Mellem Pleistocæn afgrænses opad af "iltisotop stadium 5e" (126.000 år siden) og indeholder fra Cromer-mellemistiden til Saale-istiden.

- Sen Pleistocæn indeholder Eem-mellemistiden og Weichsel-istiden.

Et af de væsentligste forhold ved Pleistocæn var forekomsten af en række istider, herunder flere, der påvirkede Danmark direkte. Specielt de sidste tre: Weichsel, Saale og Elster har efterladt direkte spor. Saale og Elster dækkede i perioder Danmark helt med is, mens Weichsel lod dele af Danmark isfri i hele perioden. Isen var dog aldrig langt væk, så selv i Weichsel var klimaet i Danmark arktisk, og Danmark var dækket af tundra.

## Dyreliv
En række kendte forhistoriske dyr opstod i eller kort før Pleistocæn og uddøde kort efter. Flere af dem var meget store og omtales ofte som den "pleistocæne megafauna". En del var specialiseret i livet på tundraen omkring gletsjerne og vandrede sydpå eller nordpå i takt med indlandsisens bevægelse. Da det skete over lang tid, skete der også en vis ændring i arterne undervejs. Mange som mammutten kendes som fund fra dansk område. Se også Pleistocæn fauna. I mellemistiderne var klimaet i nogle gange varmere end i dag, og man kunne træffe elefanter og næsehorn i Danmark.

## Menneskets udvikling
Menneskets udviklingslinje fra abemenneske til moderne menneske afsluttedes i løbet af Pleistocæn. Ved indgangen til Pleistocæn fandtes flere arter af slægten Australopithecus, og slægten Homo var relativt ny (med én art). Ved udgangen af Pleistocæn fandtes kun slægten Homo og i denne kun én art, Homo sapiens, det moderne menneske. Starten af Pleistocæn betragtes som nogenlunde sammenfaldende med Ældste stenalder internationalt set (i Danmark regnes ældste stenalder efter tilbagetrækningen af de sidste iskapper i Bøllingtid).
De ældste beviser på redskabsbrug hos fortidsmennesker fundet ved Gona er 2,52-2,6 millioner år gamle. Disse redskaber var bl.a. primitive "nævesten", der tilskrives menneskearterne H. rudolfensis, H. habilis og H. ergaster. Denne form for redskaber var i brug til for ca. 1 mio. år siden og måske længere og betegnes Oldowan-kulturen. Kulturen spredte sig via H. erectus uden for Afrika for ca. 1,7 mio. år siden og kom til Europa iMenap-istiden.
H. habilis, der blev fundet ved Turkanasøen i Kenya, havde relativt store hjerner. I Olduvaikløften i Tanzania blev der fundet flinteskrabere og nævesten ved H. habilis' fossiler. Senere opstod H. ergaster (det arbejdende menneske), fundet ved Koobi Fora i Kenya. Homo-slægten må have været altædende til kødædende, måske blot ådselædere. Større hjerner kræver en mere kødholdig føde under opvæksten og har udviklet sig synergisk. De har kunnet skaffe sig adgang til den næringsrige knoglemarv ved at banke de lange rørknogler i stykker med nævestenene – bortset fra hyæner er mennesker nogle af de få ådselædere, der æder knoglemarv.
For ca. 1,5 mio. år siden findes i Østafrika mere avancerede redskaber fra Acheuléen-kulturen. Den tilskrives H. ergaster og kendes fra Europa fra for ca. 0,5 mio. år siden til for ca. 135.000 år siden (svarende til de sidste 2/3 af Mellempleistocæn).
For ca. 250.000 år siden opstod neandertalerne i Europa og repræsenterede en mere avanceret redskabskultur: Mousterien-kulturen. De levede i Europa indtil for ca. 30.000 år siden, og kendes også fra enkelte fund i Danmark fra Holsten-mellemistiden – det ældste kendte spor af mennesker fra Danmark – og fra Eem-mellemistiden.
Det moderne menneske, i sin tidlige form ofte kaldet Cro-Magnonmennesket, opstod i Afrika for ca. 100.000 år siden og nedstammer ikke fra neandertalerne i Europa. De ældste fund fra Europa er ca. 35.000 år gamle. Her opstod bl.a. Aurignacienkulturen. Fra Cro-Magnon udvikledes det moderne menneske. Cro-Magnon og dets moderne efterfølgere udviklede stadig bedre redskaber af sten, ben og tand – men kulturformen forblev jæger- og samlerkulturen. Agerbrug og anvendelse af metal hører først til i den næste epoke Holocæn.
Under istiderne var store mængder vand bundet i isen, og i perioder var Asien og Nordamerika landfaste ved Beringstrædet. Det muliggjorde at mennesket kunne indvandre til Amerika en gang sidst i Pleistocæn, måske flere gange.
I Danmark indledes Danmarks forhistorie med Ældste stenalder omkring 12.800 f.Kr. med perioderne Bøllingtid og Allerødtid med spor af bopladser bl.a. fra Brommekulturen. Herefter følger kuldeperioden Yngre dryas, hvor mennesket måske igen forlod Danmark i 500-1000 år. Herefter sluttede Pleistocæn og gik over i Holocæn eller Flandern-mellemistiden. Den indledtes med Ældre stenalder og Præboreal tid og mennesket vendte for altid tilbage til Danmark.

Tidsnavigation:
| Geologisk æra:                | ← Kænozoikum | ← Kænozoikum | ← Kænozoikum       | ← Kænozoikum                 | ← Kænozoikum      | ← Kænozoikum     | ← Kænozoikum     | ← Kænozoikum             | ← Kænozoikum                                    | ← Kænozoikum | ← Kænozoikum | ← Kænozoikum |
| Geologisk periode:            | Neogen       | Neogen       | Kvartær            | Kvartær                      | Kvartær           | Kvartær          | Kvartær          | Kvartær                  | Kvartær                                         | Kvartær      | Kvartær      | Kvartær      |
| Epoke:                        | Miocæn       | Pliocæn      | Pleistocæn         | Pleistocæn                   | Pleistocæn        | Pleistocæn       | Pleistocæn       | Pleistocæn               | Holocæn                                         |              |              |              |
| Epoke:                        | Miocæn       | Pliocæn      | Tidlig             | Mellem                       | Sen               | Sen              | Sen              | Sen                      | Holocæn                                         |              |              |              |
| Istid/mellemistid:            |              |              | Prætegelen - Menap | Cromer-mellemistiden - Saale | Eem-mellemistiden | Weichsel-istiden | Weichsel-istiden | Weichsel-istiden         | Flandern-mellemistid (den aktuelle mellemistid) |              |              |              |
| Kronozone:                    |              |              |                    |                              |                   |                  | Ældste dryas     | Bøllingtid - Yngre dryas | Præboreal tid - Subatlantisk tid                |              |              |              |
| Kulturhistorisk periode (DK): |              |              |                    |                              |                   |                  |                  | Ældste stenalder         | Ældre stenalder - nutiden                       |              |              |              |